# Vincent Della Noce
Vincent Della Noce (né le 18 novembre 1943) est un homme d'affaires et homme politique fédéral du Québec.

## Biographie
Né en Italie, il devient député du Parti progressiste-conservateur du Canadadans la circonscription fédérale de Duvernay en 1984. Réélu en 1988, il est défait dans Laval-Est en 1993 et en 1997 par la bloquiste Maud Debien.
Durant son passage à la Chambre des communes, il est secrétaire parlementaire du ministre d'État chargé du Multiculturalisme et du ministre d'État chargé de la Condition physique et du Sport amateur de 1986 à 1987, du Secrétaire d'État du Canada de 1986 à 1989, du ministre du Revenu national de 1989 à 1991, à nouveau du Secrétaire d'État du Canada et du ministre du Multiculturalisme et de la Citoyenneté de 1991 à 1993.